# Uchida Mitsuko
Quý bà Uchida Mitsuko (từ tên gốc trong tiếng Nhật: 内 田光子 [Ɯtɕida miꜜtsɯ̥ko ]) là nghệ sĩ dương cầm kiêm nhạc trưởng người Anh gốc Nhật Bản, nổi tiếng vì tài nghệ biểu diễn dương cầm và chỉ huy hòa tấu nhạc cổ điển, đặc biệt là các nhạc phẩm của các nghệ sĩ nhạc cổ điển, là giám đốc Nghệ thuật của Trường Âm nhạc và Lễ hội Marlboro từ năm 2013, nhạc sĩ duy nhất trở thành nữ Giám đốc Nghệ thuật của trường Âm nhạc và Lễ hội Marlboro, Vermont của Hoa Kỳ. Bà được trao tặng huân chương Đế quốc Anh (DBE) năm 2009 với tước hiệu quý bà (dame). Nhiều biểu diễn của bà đã được ghi âm với một số lượng lớn băng / đĩa.
Bà được đánh giá là một trong những nghệ sĩ dương cầm xuất sắc nhất thế giới qua mọi thời đại.

## Tiểu sử
Uchida sinh ngày 20 tháng 12 năm 1948 ở Atami, một thị trấn ven biển gần Tokyo, Nhật Bản. Uchida là con thứ ba của ông Fukito Uchida - một nhà ngoại giao - và bà Tasuko Uchida - một người nội trợ. Trước khi sinh Uchida, ông Fukito là tuỳ viên trong đoàn ngoại giao Nhật Bản ở châu Âu, thời Đại chiến thế giới thứ hai. Uchida bắt đầu học piano khi mới được ba tuổi và nhanh chóng phát triển tình yêu với nhạc cổ điển, đặc biệt là với các nhạc phẩm của Mozart, khi nghe bản thu âm của cha về các nhạc phẩm cổ điển châu Âu. Cha và mẹ Uchida đều khuyến khích điều này, mặc dù thâm tâm họ vẫn nghĩ Uchida - theo truyền thống - cũng sẽ là một bà nội trợ bình dị.
Lúc 12 tuổi, Uchida theo bố mẹ chuyển đến Viên thủ đô Áo, khi người cha được bổ nhiệm làm đại sứ Nhật Bản tại quốc gia này. Uchida đã đăng ký học âm nhạc và dương cầm ở Universität für Musik und darstellende Kunst Wien (Học viện Âm nhạc và Nghệ thuật Viên). Ở đây, Uchida vừa học tiếng Đức, vừa học âm nhạc Viennese dưới sự chỉ đạo của Richard Hauser. Sau đó, Uchida đã được sự dẫn dắt của các nghệ sĩ dương cầm nổi tiếng là Wilhelm Kempff, Stefan Askenase và Maria Curcio.
Hiện nay, bà là một người Luân Đôn, sống trong ngôi nhà có một phòng nhạc riêng, chứa năm cây đàn dương cầm các loại. Bà chưa bao giờ kết hôn và chưa từng có con, vì cho rằng sự nghiệp của mình sẽ không thể thành hiện thực nếu cô có một đứa con. Bà đã nói với phóng viên Catherine Pate: "Tôi không có niềm đam mê nào khác. Tôi cũng thích những thứ khác, nhưng tôi chỉ có đủ chỗ cho một niềm đam mê thực sự - đó là âm nhạc."

## Sự nghiệp
Buổi công diễn quan trọng đầu tiên của Uchida vào năm 14 tuổi, tại Viên ở Vienna Musikverein (Học viện âm nhạc Viên). Năm 1969 Uchida giành giải nhất trong cuộc thi Beethoven tại Viên.
Sau đó, Uchida chuyển đến Luân Đôn và hoàn thành chương trình học chính thức ở tuổi 22 và sống một thời gian rất lâu ở đây, nên tiếng Anh trở thành ngôn ngữ "mẹ đẻ" thứ ba. Trong vài năm tiếp theo, Uchida đã tự học và đặc biệt bị thu hút bởi những bản ghi âm của Fritz Busch về Mozart, trong đó "tự do trang nhã" của Busch với Mozart đã ảnh hưởng đến Uchida.
Năm 1970, Uchida giành giải nhì cuộc thi piano quốc tế Chopin. Năm 1975, Uchida giành giải nhì cuộc thi cuộc thi Piano Quốc tế Leeds. Năm 1998, Uchida trở thành Giám đốc Âm nhạc của Liên hoan Âm nhạc Ojai cùng với nhạc trưởng và nghệ sĩ vĩ cầm David Zinman. Cũng từ những năm 1970, bà liên tục biểu diễn ở Anh, trung bình 50 - 70 buổi mỗi năm. Bà là nghệ sĩ biểu diễn nổi tiếng nhiều nhạc phẩm của Mozart, Beethoven, Schubert, Chopin, Debussy và Schoenberg. Các bản ghi âm tất cả các sonata cho dương cầm của Mozart đã giành được Giải thưởng Gramophone năm 1989. Bản ghi âm Schoenberg Piano Concerto của bà giành được một giải thưởng Gramophone khác. Uchida còn nổi tiếng nhiều hơn nhờ các buổi biểu diễn và ghi âm những bản hòa tấu dương cầm của Beethoven do Kurt Sanderling chỉ huy dàn nhạc giao hưởng hiện đại, các bản sonata của Beethoven và nhiều nhạc phẩm độc tấu dương cầm của Schubert. Bà còn được tôn vinh nhờ các biểu diễn xuất sắc về các tác phẩm của "trường phái Viên thứ hai" (Zweite Wiener Schule, Neue Wiener Schule), trong đó có soạn nhạc Arnold Schoenberg.
Bản ghi âm năm 2009 của bà về bản hòa tấu dương cầm của Mozart số 23 và số 24, trong đó bà vừa là nghệ sĩ chơi phần độc tấu dương cầm, vừa là chỉ huy dàn nhạc Cleveland đã giành giải Grammy Award năm 2011.
Từ năm 2002 đến 2007, bà là nghệ sĩ cho Dàn nhạc Cleveland, đồng thời cũng là nhạc trưởng tất cả các buổi biểu diễn các bản hòa tấu dương cầm của Mozart. Bà còn tham gia  chỉ huy Dàn nhạc thính phòng Anh. Năm 2010, bà là nghệ sĩ cho dàn nhạc giao hưởng hiện đại Berlin Philharmonic. Bà còn là nghệ sĩ cao cấp và thành viên của Ủy ban Chỉ đạo Nghệ thuật của Trường Âm nhạc và Lễ hội Marlboro.
Uchida là thành viên ủy thác sáng lập của Borletti-Buitoni Trust, một tổ chức được thành lập để giúp các nghệ sĩ trẻ phát triển và duy trì sự nghiệp. Vào năm 2012, Royal Philharmonic Society (Hiệp hội nhạc giao hưởng Hoàng gia Anh) thông báo bà được vinh danh với Huy chương Vàng. Những người đã nhận trước đó đều là những nghệ sĩ nổi tiếng, gồm Johannes Brahms (1877), Frederick Delius và Sir Edward Elgar (1925), Richard Strauss (1936), Igor Stravinsky (1954), Benjamin Britten và Leonard Bernstein (1987).
Trong vài năm gần đây, mặc dù tuổi đã cao, nhưng bà vẫn không nản lòng và thách thức với thành kiến "nghề này chỉ dành cho các nhạc sĩ trẻ tuổi". Năm 2018, bà đã thực hiện một loạt các buổi hòa nhạc - theo Biography Today - khi bước sang tuổi 70. Trong đó, có các biểu diễn những nhạc phẩm của Bach gồm 48 bản Preludes và Fugues.

## Giải thưởng và vinh danh
- 1986: Giải thưởng âm nhạc Suntory (Suntory Music Award).[20]
- 1989: Giải thưởng Gramophone cho bản ghi âm nhạc cụ hay nhất là bộ bản hòa tấu dương cầm hoàn chỉnh của Wolfgang Amadeus Mozart[21]
- 2001: Giải Gramophone cho Bản ghi âm nhạc cụ xuất sắc nhất, cho bộ Piano Sonatas hoàn chỉnh, nhạc trưởng Danh dự và Commander of the Order of the British Empire (CBE). Vào thời điểm đó, giải thưởng là danh dự vì Uchida chưa phải là công dân chính thức của Vương quốc Anh.[22]
- 2001: Giải Gramophone khác cho bản ghi âm bản hòa tấu hay nhất của Arnold Schoenberg, do Pierre Boulez chỉ huy.[21]
- 2008: Tạp chí Âm nhạc của BBC trao tặng giải thưởng Nghệ sĩ nhạc cụ của năm và Đĩa nhạc của năm.[23]
- 2009: Uchita được chính thức phong tước Dame trong giải thưởng của DBE, vì đã trở thành công dân chính thức của Anh quốc trong Lễ vinh danh nhân dịp sinh nhật Nữ hoàng năm 2009.[24][25]
- 2009: Vào tháng 6, Uchita được trao bằng Tiến sĩ Âm nhạc (DMus) danh dự của Đại học Oxford.[26]
- 2011: Giải Grammy cho các nghệ sĩ độc tấu nhạc cụ xuất sắc nhất (có hòa tấu dàn nhạc) cho bản thu âm Piano Concerti số 23 K. 488 của Mozart và số 24 K. 491 với Dàn nhạc Cleveland do chính Uchita vừa độc tấu vừa chỉ huy dàn nhạc.
- 2012: Huy chương vàng của Hiệp hội Giao hưởng Hoàng gia Anh quốc, một trong những danh hiệu cao quý nhất trong âm nhạc cổ điển.[27]
- 2015: Huy chương vàng của Học viện Mozart Salzburgin.[28]
- 2015: Giải thưởng Praemium Imperiale của Hoàng gia Nhật Bản.[29]
- 2017: Giải Grammy cùng với Dorothea Röschmann.[30]